# James Mattis (cyclisme)
Pour le général américain, voir James Mattis (général).
James Mattis est un coureur cycliste américain, né le 28 janvier 1973 à Mountain View. 

## Biographie
James Mattis intègre en 2003 l'équipe Webcor. Dans sa première année, il s'impose lors d'une étape de l'Elkhorn Classic. L'année suivante, il remporte la deuxième étape du Tour de Nez et y termine à la deuxième place au classement général. En 2008, il gagne deux étapes lors du Madera County Stage Race ainsi que le classement général, et surtout remporte la course en ligne du championnat des États-Unis amateurs.
Il est le mari de Katheryn Curi (devenue Katheryn Mattis), coureuse cycliste US.

## Palmarès
- 2003
  - 2e étape de l'Elkhorn Classic
  - 2e de la Nevada City Classic
- 2004
  - 2e étape du Tour de Nez
  - 2e du Tour de Nez
- 2008
  -  Champion des États-Unis sur route amateurs
  - Madera County Stage Race :
    - Classement général
    - 1re et 3e étapes
- 2011
  - 3e de la Cat's Hill Classic

## Classements mondiaux
| Année            | 2007 |
| ---------------- | ---- |
| UCI America Tour | 165e |